# Romualdas Marcinkus
Romualdas Marcinkus (ur. 9 lipca?/22 lipca 1907 w Jurbarkas, w guberni kowieńskiej, Imperium Rosyjskie, zginął 29 marca 1944 w lesie obok Pruśc, Gdańsk-Prusy Zachodnie, III Rzesza) – litewski pilot wojskowy, piłkarz, grający na pozycji pomocnika, trener piłkarski.

## Kariera piłkarska

### Kariera klubowa
W 1927 roku rozpoczął karierę piłkarską w klubie LFLS Kowno. W 1936 występował w Kovas Kowno. Potem powrócił do LFLS Kowno, gdzie zakończył karierę w roku 1938.

### Kariera reprezentacyjna
W latach 1927–1938 bronił barw reprezentację Litwy. 30 razy był na boisku kapitanem drużyny.

## Kariera trenerska
Będąc piłkarzem narodowej drużyny prowadził reprezentację Litwy w latach 1932, 1935–1936 i 1938.

## Kariera wojskowa
W 1926 Romualdas Marcinkus został kursantem Narodowej Akademii Oficerskiej, którą ukończył trzy lata później i został awansowany na podporucznika Wojsk Lądowych. W 1932 roku rozpoczął naukę w Oficerskiej Szkole Lotnictwa. Po zakończeniu szkoły został mianowany na stanowisko drugiego pilota. Dwa lata później, pilot wziął udział w transeuropejskim przelocie, podczas którego litewscy piloci odwiedzili 12 stolic europejskich.
Po okupacji Litwy przez wojska radzieckie w 1940 roku wyemigrował do Francji, gdzie kontynuował karierę jako pilot wojskowy. Po upadku Francji pilot na małej łodzi przeniósł się na Maltę, a później dołączył do Royal Air Force w Wielkiej Brytanii, w składzie których był jedynym Litwinem. Wiadomo jest, że przy przechwytywaniu niemieckich bombowców nocnych zestrzelił co najmniej jeden samolot Luftwaffe. 12 lutego 1942 przy ataku brytyjskiego lotnictwa na niemiecki pancernik "Scharnhorst" litewski pilot został zestrzelony i wzięty do niewoli. Będąc w obozie jenieckim Stalag Luft III, Romualdas Marcinkus został aktywnym członkiem tajnej organizacji, która w nocy z 24 na 25 marca 1944 dokonała ucieczki z obozu. Kilka dni po ucieczce litewski pilot został pojmany i razem 49 innymi członkami ucieczki został rozstrzelany z osobistego rozkazu Hitlera.
Masowa ucieczka jeńców wojennych, w których brał udział Marcinkus, była podstawą fabuły amerykańskiego filmu "Wielka ucieczka" z 1963 roku.

## Sukcesy i odznaczenia

### Sukcesy piłkarskie i trenerskie
Łotwa
- mistrz Baltic Cup: 1930, 1935

### Odznaczenia
- Krzyż Kawalerski Orderu Wielkiego Księcia Giedymina[4]
- Gwiazda za Wojnę 1939–1945[4]
- Gwiazda Lotniczych Załóg w Europie[4]
- Medal Wojny 1939–1945[4]
- Mentioned in Despatches[4]
- Krzyż Kawalerski Order Korony Włoch[4]